# American Witch
American Witch – piosenka heavymetalowa stworzona na trzeci album studyjny amerykańskiego wokalisty Roba Zombie Educated Horses (2006). Wyprodukowany przez Zombie i Scotta Humphreya, utwór wydany został jako drugi singel z tego krążka. Służył jedynie za wydawnictwo promocyjne. Tekst utworu dotyczy masakry wiedźm, które skazano na śmierć podczas procesów za czary w Salem w 1692 roku. Jesienią 2006 singel został wykorzystany na ścieżce dźwiękowej do gry NFL Street 3 na konsolę PlayStation 2, wydanej przez EA Sports Big. Teledysk do utworu ukazuje Zombie'go występującego z "American Witch" podczas koncertów w miastach Stanów Zjednoczonych: Corpus Christi, Denver, Salt Lake City i Mesa. Powstała również animowana wersja wideoklipu w reżyserii Davida Hartmana. Oba klipy znajdują się na wydaniu DVD albumu The Best of Rob Zombie.

## Twórcy
- Wokale, tekst utworu, produkcja, kierownictwo artystyczne: Rob Zombie
- Produkcja: Scott Humphrey
- Gitara, wokale wspierające: John 5
- Gitara basowa, wokale wspierające: Rob "Blasko" Nicholson
- Bęben, wokale wspierające: Tommy Clufetos
- Mastering: Tom Baker
- Inżynieria dźwięku: Chris Baseford, współpr. Will Thompson

## Pozycje na listach przebojów
| Kraj              | Notowanie (2006)       | Wydawca   | Najwyższa pozycja |
| ----------------- | ---------------------- | --------- | ----------------- |
| Stany Zjednoczone | Mainstream Rock Tracks | Billboard | 12                |
| Stany Zjednoczone | Modern Rock Tracks     | Billboard | 32                |